# Ломе Фа'атау
Ломе Фа'атау (енгл. Lome Fa'atau; 23. октобар 1975) професионални је самоански рагбиста, који тренутно игра за Нице у трећој француској лиги (Федерал 1). Поред рагбија као дечак тренирао је и кошарку. После две године доказивања у првој новозеландској лиги, заиграо је и у најјачој лиги на свету. У супер рагбију играо је за Херикејнсе и за Чифсе. 2006, са 10 постигнутих есеја био је први на листи у супер рагбију. За репрезентацију Самое је дебитовао 2002. Играо је на свим мечевима за Самоу на светском првенству 2003, сем на мечу против Грузије, који је пропустио због повреде. Играо је и на светском првенству 2007. За репрезентацију Самое је укупно постигао 14 есеја у 35 тест мечева. Ломе је хришћанин, а његов брат Ене је такође професионални рагбиста.